# Baryancistrus xanthellus
Baryancistrus xanthellus (барианциструс жовтий) — вид риб з роду Baryancistrus родини Лорікарієві ряду сомоподібні. Видова назва походить від грецького слова xanthellus, тобто «жовтий». Ендемік Бразилії, утримують також в акваріумах.

## Опис
Сягає завдовжки 22,4 см. Голова велика, у самців вона більш пласка і ширше ніж у самців У самиць лоб округлий. Під час нересту самиці стають гладкіше. Очі маленькі, опуклі. Рот являє собою присоску. З боків розташовано 2 пари вусів. На нижній щелепі є 60 зубів. Тулуб помірно довгий. Спинний плавець високий, довгий, складається з 2 жорстких і 7 м'яких променів. Жировий плавець маленький, розташовано близько до спинного. Грудні плавці видовжені з виростами (у самців — більше). У самців грудні плавці довші. Черевні плавці широкі, з короткою основою. Анальний плавець невеличкий, складається з 5 м'яких променів. Хвостовий плавець широкий, з довгою виїмкою, верхній промінь трохи довший за інші.
Тулуб темно-червоно-коричневого кольору з круглими жовтими плямами. Розмір плям залежить від місця перебування. Спинний і хвостовий плавець з жовтими плямами, облямовані широкою жовтою смугою. З віком смуги і плями стають менше.

## Спосіб життя
Є демерсальною рибою. Воліє до прозорої та чистої води. Зустрічається на швидких течіях, на мілині з кам'янистим дном. Дорослі самці територіальні. Утворюють невеличкі групи. Вдень ховається серед корчів та коренів дерев. Активний вночі. Живиться водоростями, іноді мшанками і личинками хірономід.
Статева зрілість настає при розмірі у 15 см. Нерест відбувається з одним самцем та декількома самицями. Ростуть доволі повільно.

## Розповсюдження
Є ендеміком Бразилії. Мешкає у річках Шінгу та Ірірі.